# ルネ・シュッツェンベルジェ
ルネ・シュッツェンベルジェ（René-Paul Schützenberger、1860年7月29日 - 1916年12月31日）はフランスの画家である。

## 略歴
アルザス（オー＝ラン県）のミュルーズに生まれた。有名な醸造業経営者の家系で、父親は有名な化学者のポール・シュッツェンベルジェである。いとこに画家のルイ＝フレデリック・シュッツェンベルジェ(Louis-Frédéric Schützenberger:1825–1903)がいる。
アカデミー・ジュリアンでジャン＝ポール・ローランスに学んだ。1889年からフランス芸術家協会展、1902年からアンデパンダン展に出展を始め、1907年からは国民美術協会の展覧会にも出展した。1897年の展覧会や1900年のパリ万国博覧会の展覧会に出展された作品は好評であった。
1891年7にAndrée Myraのペンネームで知られる作家、美術評論家のAndrée-Marie Boulandとパリで結婚した。
風景画、ヌードを含む人物画を描き、ポスト印象派や「ナビ派」の影響を受けていた。ジャポニスムの影響の見られる作品もある。

## 作品

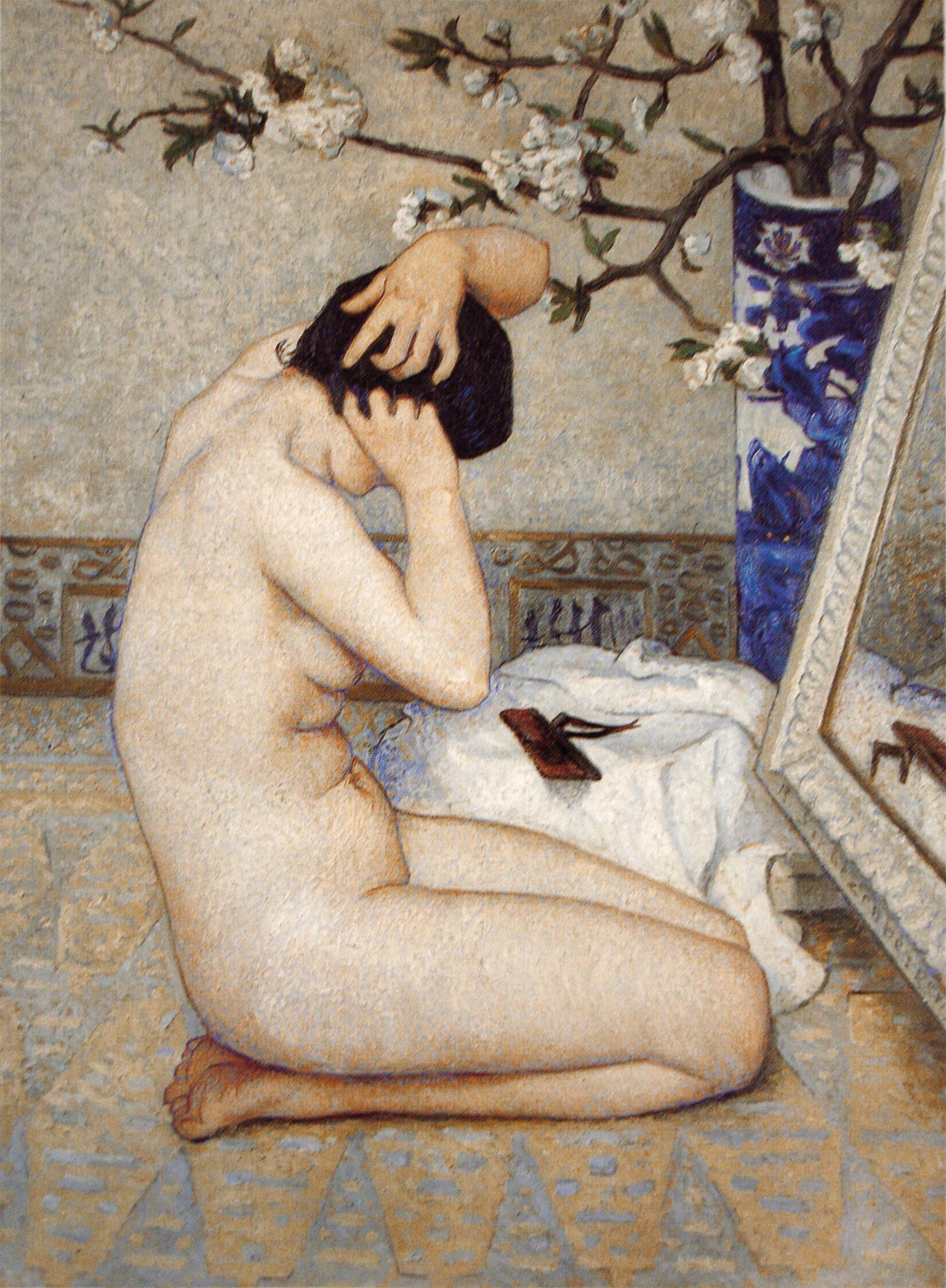
「髪結い」(1911)
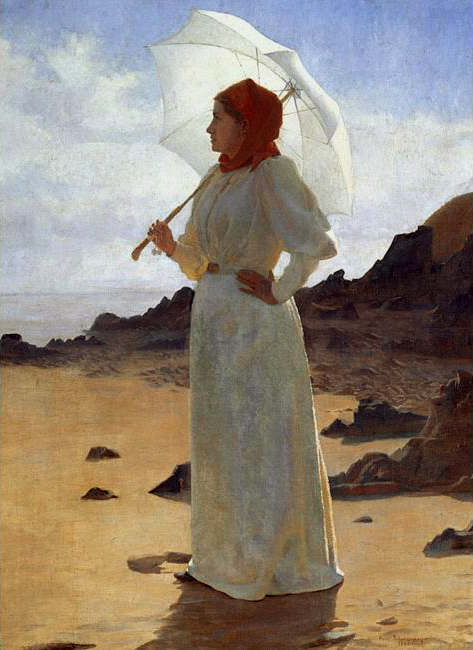
「白い服の女性」(1895)
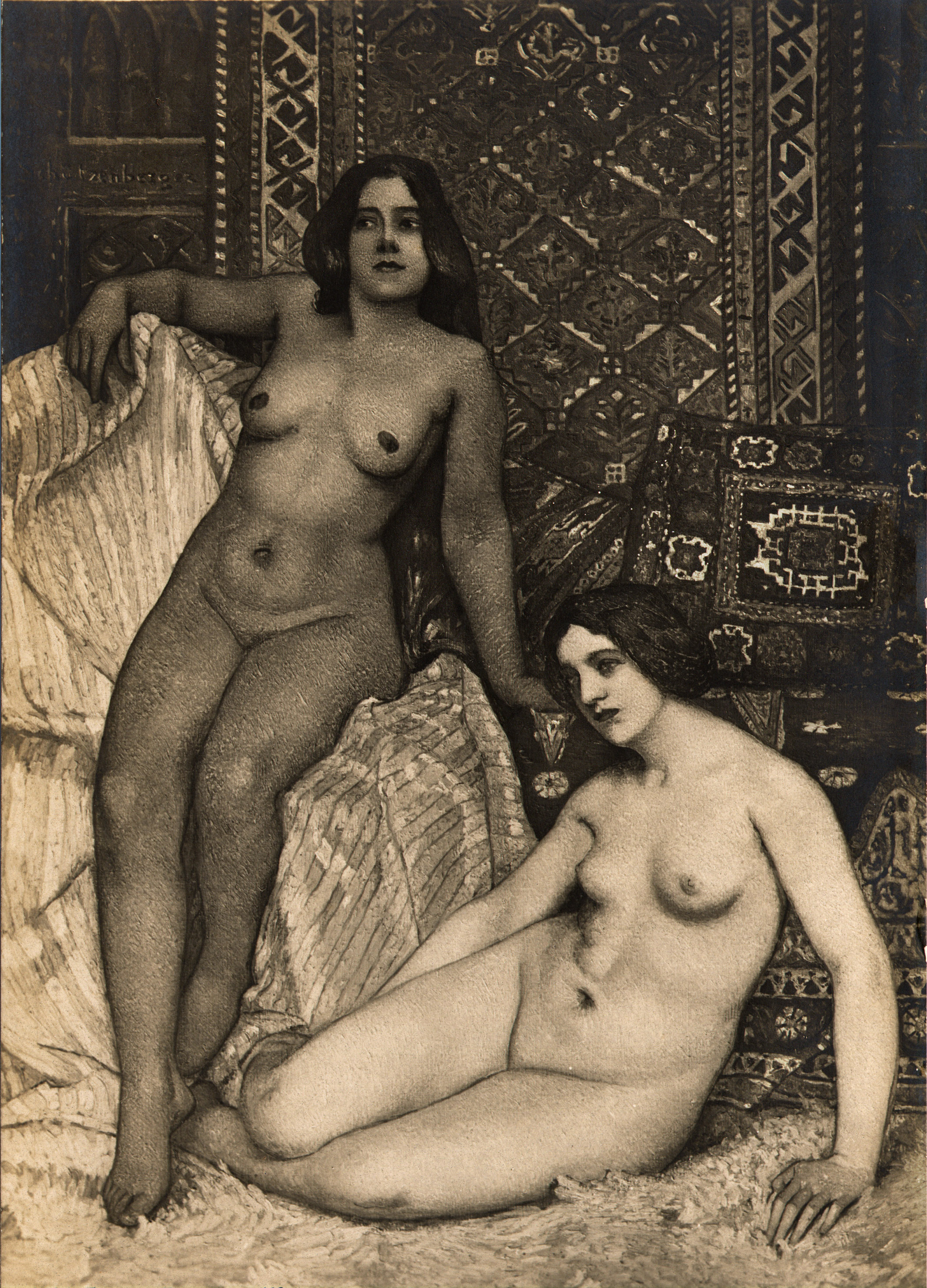
La Bataille(1909)
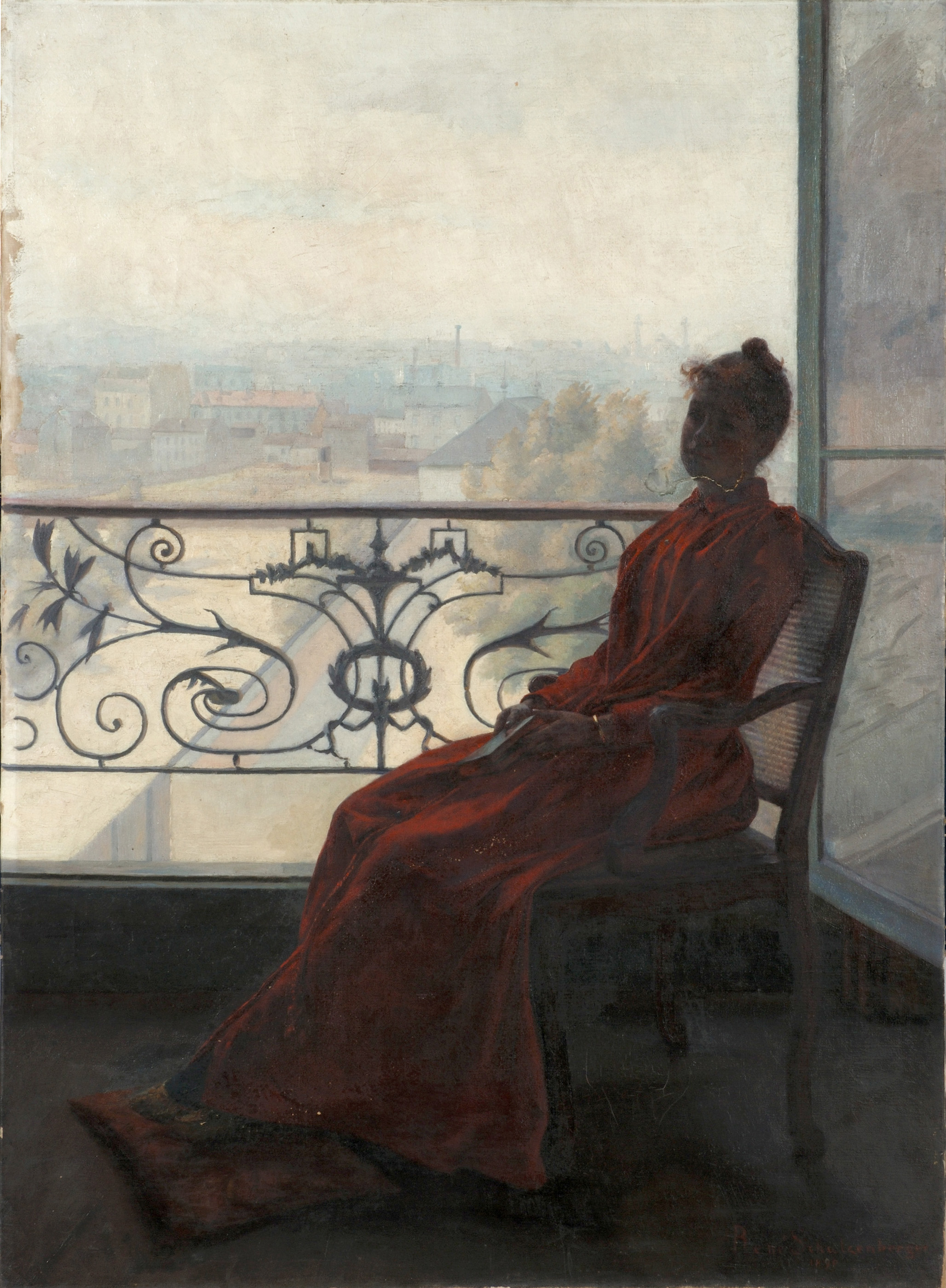
「窓辺で手紙を読む女」(1890)

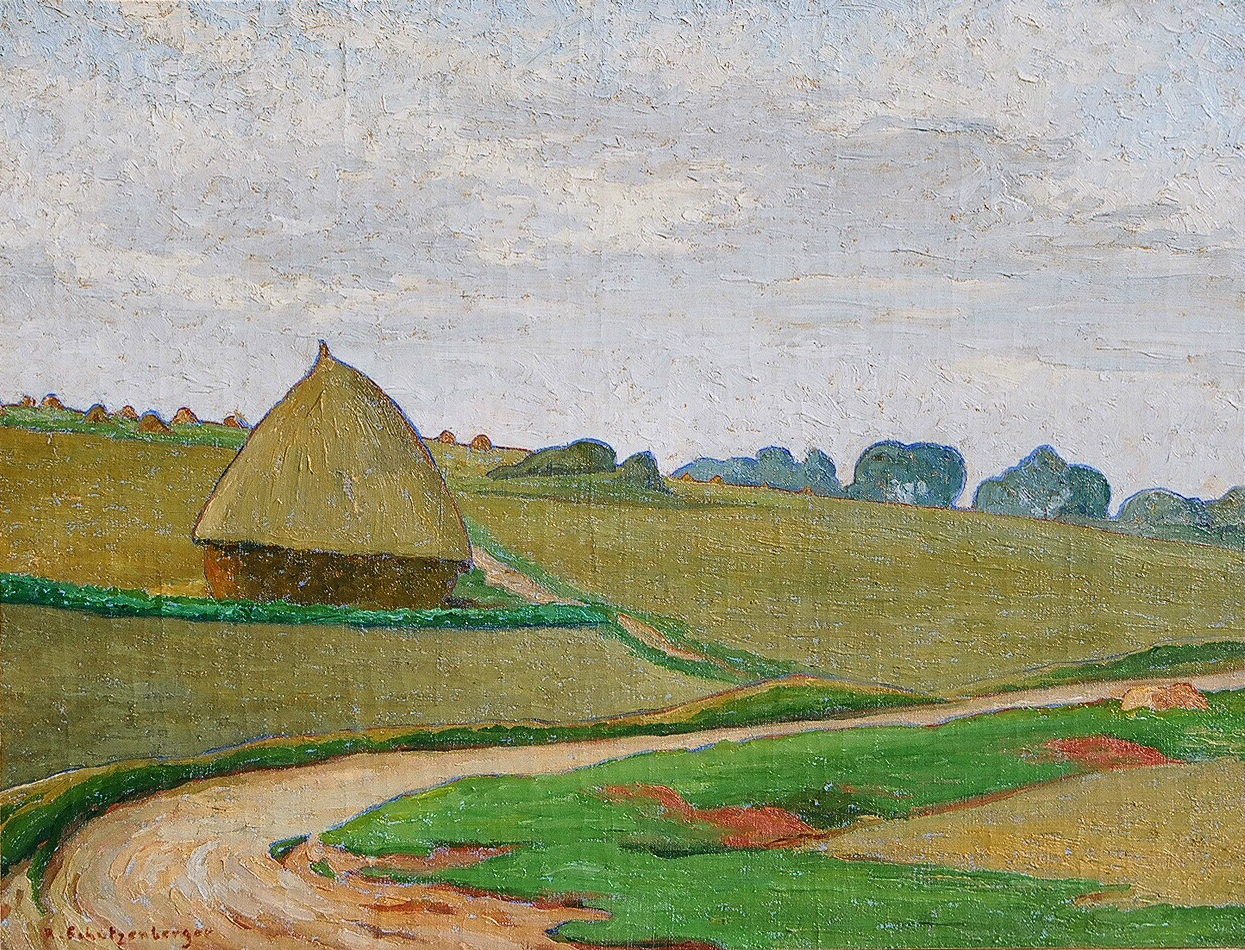
Paysage à la meule
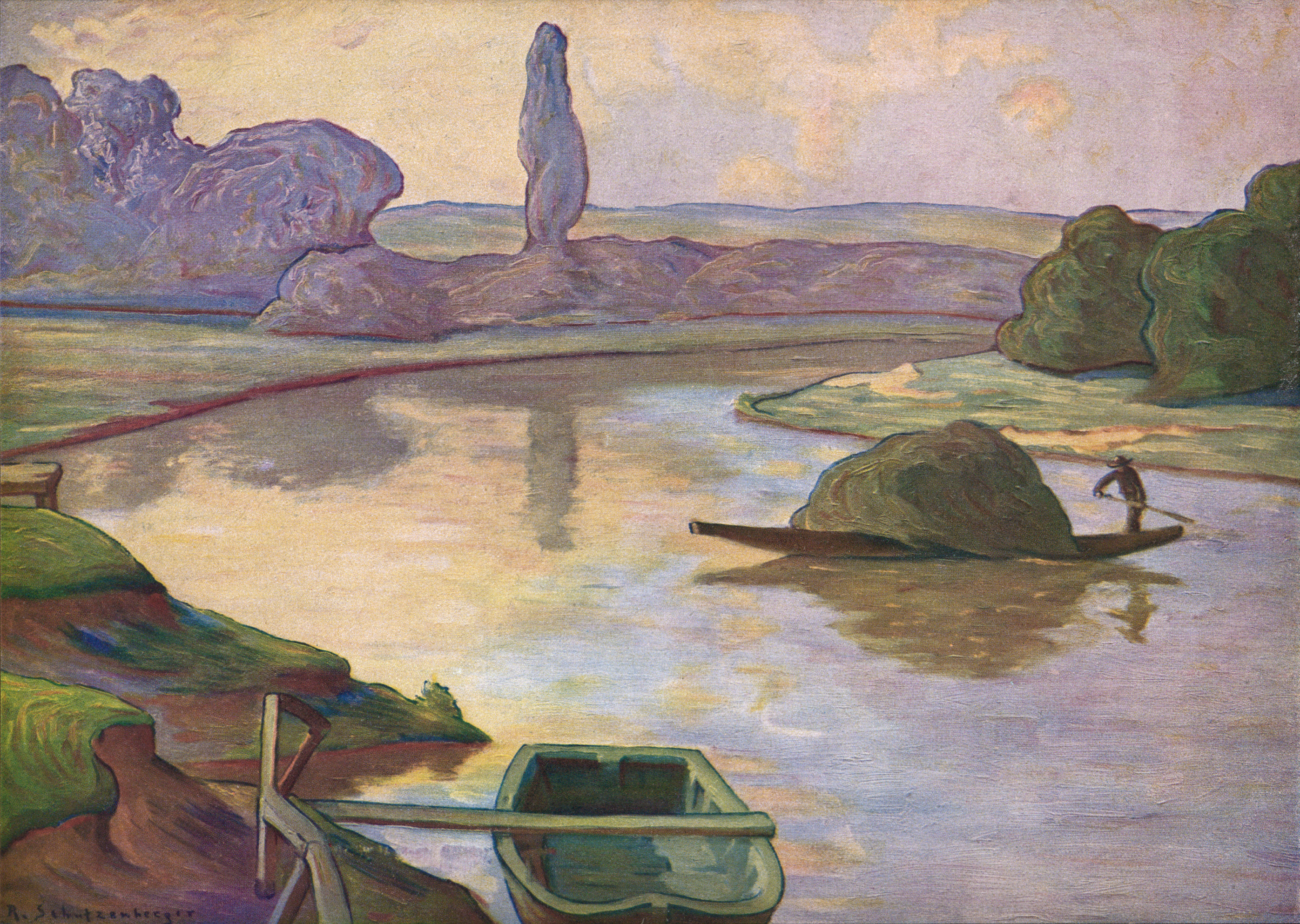
「ストラスブール近くのライン川の島」
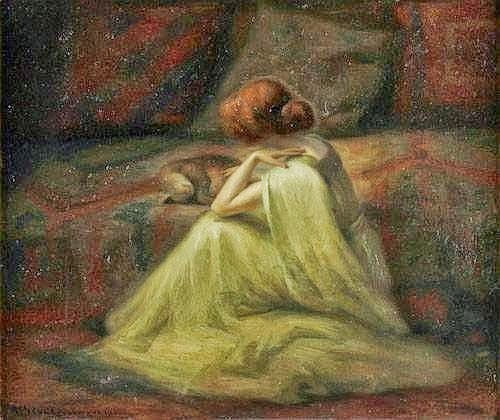
「猫をあやすレディー」